# Garceno, Texas
Garceno, Texas (енгл. Garceno) насељено је место без административног статуса у америчкој савезној држави Тексас.

## Демографија
По попису из 2010. године број становника је 420, што је 1.018 (-70,8%) становника мање него 2000. године.
| Група             | 2000.         | 2010.       |
| Белци             | 30 (2,1%)     | 59 (14,0%)  |
| Афроамериканци    | 3 (0,2%)      | 0 (0,0%)    |
| Азијати           | 0 (0,0%)      | 0 (0,0%)    |
| Хиспаноамериканци | 1.405 (97,7%) | 361 (86,0%) |
| Укупно            | 1.438         | 420         |